# Wotan (Panceng)
Wotan is een bestuurslaag in het regentschap Gresik van de provincie Oost-Java, Indonesië. Wotan telt 2038 inwoners (volkstelling 2010).